# Black Arch
Black Cave Arch (dosłownie: Czarny Łuk) – naturalny łuk skalny w stanie Utah w Stanach Zjednoczonych, w północnej części Parku Narodowego Arches znanej jako Devil’s Garden.
Znajduje się on niedaleko szlaku Fin Canyon. Do łuku można dotrzeć idąc poprzez pętlę szlaku, która rozpoczyna się na parkingach Devil’s Garden.
Black Cave Arch dostał swoją nazwę z uwagi na to, że znajduje się prawie przez cały czas w cieniu przysłonięty przez inne skały. Sklepienie łuku z tego powodu wydaje się zazwyczaj ciemne lub czarne.